# لیدیا (کانزاس)
لیدیا (به انگلیسی: Lydia) یک منطقهٔ مسکونی در ایالات متحده آمریکا است که در کانزاس واقع شده‌است.